# Autoharfa

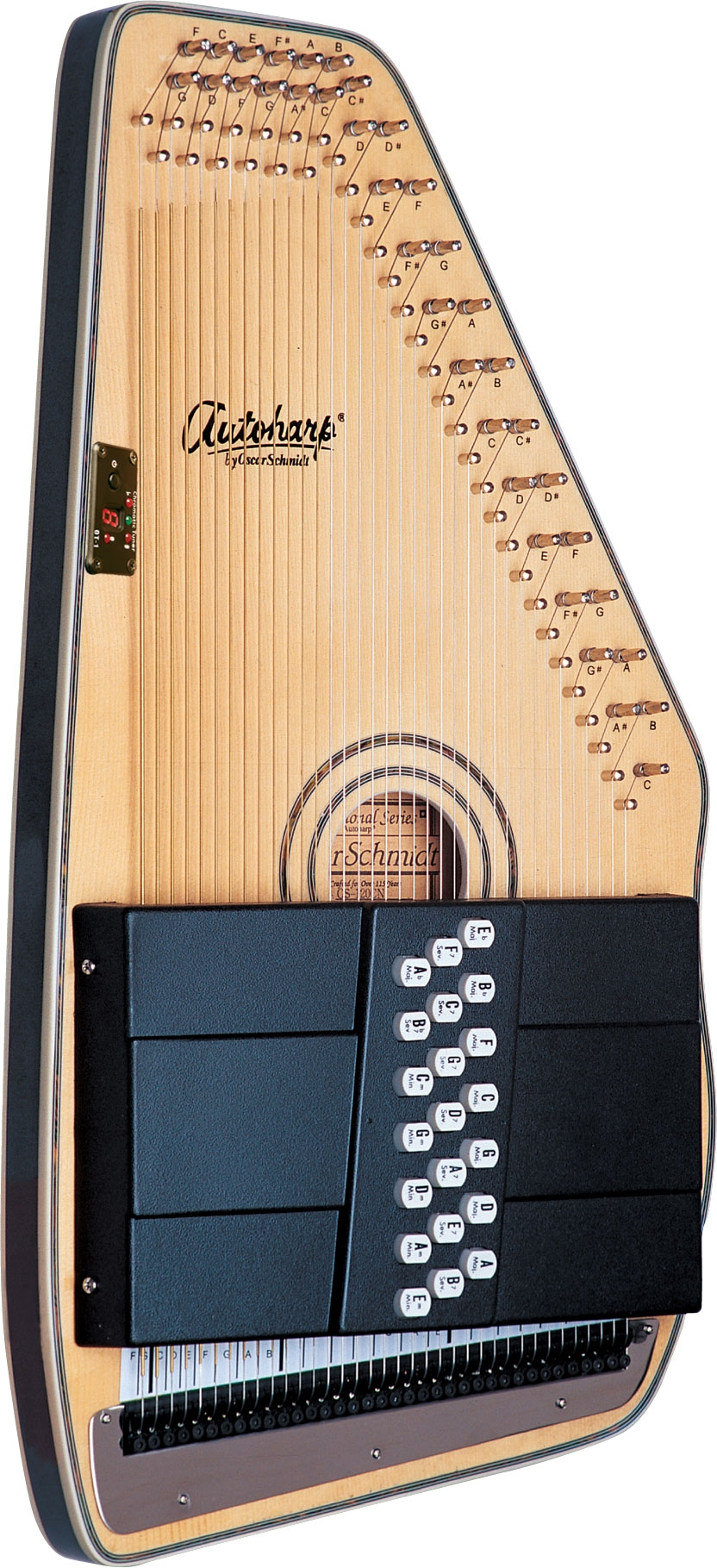
Moderní autoharfa

Autoharfa je strunný hudební nástroj. Navzdory svému jménu nejde o harfu, ale o upravenou akordovou citeru. Původ nástroje není zcela jasný. Německý přistěhovalec žijící ve Filadelfii Charles F. Zimmermann získal v roce 1882 patent na hudební nástroj, který sestával z mechanismů pro tlumení některých strun v průběhu hry. Svůj vynález pojmenoval autoharfa. Na rozdíl od pozdějších autoharf byl tvar jeho výrobku symetrický. Němec Karl August Gütter však již dříve sestrojil nástroj fungující na totožném principu, jehož tvar připomínal pozdější autoharfy více než Zimmermannův model. V České republice patří mezi nejznámější hráče na autoharfu Fanda Holý, který ji používá s kapelou The Reverends (například na nejnovější nahrávce I Will Go ), ale hraje na ni mimo jiné i na albech kapely Mňága a Žďorp nebo s Jardou Svobodou (Traband).